# Colpa delle favole
Albums de Ultimo
Peter Pan
(2018) Solo
(2021)
Singles
1. I tuoi particolari
Sortie : 6 février 2019
2. Fateme cantà
Sortie : 22 février 2019
3. Rondini al guinzalio
Sortie : 5 avril 2019
4. Ipocondria
Sortie : 7 juin 2019
5. Piccola stella
Sortie : 16 août 2019
6. Quando fuori piove
Sortie : 4 octobre 2019

Colpa delle favole est le troisième album studio de l'auteur-compositeur-interprète italien Ultimo. Publié le 5 avril 2019, il contient 13 titres. À sa sortie, l'album se place immédiatement en 1re place du classement de la Federazione Industria Musicale Italiana (FIMI) et s'y maintient cinq semaines consécutives. L'album compte six singles, dont I tuoi particolari, avec laquelle le chanteur se classe en 2e place lors de Festival de Sanremo 2019, et Fateme cantà, la première chanson d'Ultimo intégralement en romanesco.
Colpa delle favole est l'album le plus vendu d'Italie en 2019 selon le classement annuel de la FIMI. En décembre 2024, cet album est certifié sextuple disque de platine. Au total neuf des treize titres ont reçu une certification, allant du disque d'or au quintuple disque de platine.

## Présentation
Le 8 octobre 2018, Ultimo dévoile le titre de son nouvel album, en concommitance avec l'annonce de sa tournée à venir pour le promouvoir, le Colpa delle favole Tour. Lors de cette tournée, le chanteur se produit pour la première fois au stade olympique de Rome. La tracklist et la couverture de l'album sont dévoilés le 6 février 2019, en même temps que la première soirée de Festival de Sanremo 2019. Lors du festival, Ultimo se classe 2e avec la chanson I tuoi particolari, premier single de cet album. Un deuxième single viendra anticiper la sortie de l'album : Fateme cantà, premier titre du chanteur intégralement en romanesco
L'album sort finalement le 5 avril 2018, en même temps que le troisième single qui en est tiré : Rondini al guinzalio. L'album comprend 13 chansons, toutes écrites et composées par Ultimo en 2018 à une exception près : Piccola stella, que l'artiste a écrite et composée à l'âge de 14 ans. Dès sa sortie, l'album prend la tête du classement hebdomadaire FIMI et s'y maintient pendant cinq semaines. Il se classe également à la 21e place du Schweizer Hitparade en Suisse. Trois singles suivront après la sortie de l'album : Iponcondria, Piccola stella et Quando fuori piove.
L'album recevra un nombre croissant de certifications, recevant son disque d'or le 16 avril 2019, progressant avec les années jusqu'à obtenir un sextuple disque de platine le 23 septembre 2024,.
En janvier 2020, la FIMI publie son classement annuel des ventes de 2019 en Italie : Colpa delle favole s'y classe en 1re place, en tant qu'album le plus vendu d'Italie cette année.

## Pistes
Toutes les chansons sont écrites et composées par Niccolò Moriconi (Ultimo) sauf mention contraire.
| 1.    | Colpa delle favole                 |                               |                  | 3:04 |
| 2.    | I tuoi particolari                 |                               |                  | 3:39 |
| 3.    | Quando fuori piove                 |                               |                  | 3:41 |
| 4.    | Ipocondria                         |                               |                  | 3:01 |
| 5.    | Fateme cantà                       |                               |                  | 4:11 |
| 6.    | Rondini al guinzaglio              |                               |                  | 4:00 |
| 7.    | Amati sempre                       |                               |                  | 4:04 |
| 8.    | Quella casa che avevamo in mente   |                               |                  | 3:24 |
| 9.    | Piccola stella                     |                               |                  | 3:52 |
| 10.   | Aperitivo grezzo                   |                               |                  | 3:23 |
| 11.   | Fermo                              |                               |                  | 2:40 |
| 12.   | Il tuo nome (Comunque vada con te) | Niccolò Moriconi, Matteo Nesi | Niccolò Moriconi | 3:01 |
| 13.   | La stazione dei ricordi            |                               |                  | 4:10 |
| 46:10 |                                    |                               |                  |      |

## Classements et certifications
| Pays                         | Meilleure position | Ref.   |
| ---------------------------- | ------------------ | ------ |
| Italie (FIMI)                | 1                  | [ 12 ] |
| Suisse (Schweizer Hitparade) | 21                 | [ 13 ] |

| Année | Pays          | Position | Ref.   |
| ----- | ------------- | -------- | ------ |
| 2019  | Italie (FIMI) | 1        | [ 20 ] |
| 2020  | Italie (FIMI) | 12       | [ 21 ] |
| 2021  | Italie (FIMI) | 48       | [ 22 ] |
| 2022  | Italie (FIMI) | 58       | [ 23 ] |
| 2023  | Italie (FIMI) | 78       | [ 24 ] |
| 2024  | Italie (FIMI) | 60       | [ 25 ] |

| Pays          | Certifications | Ref.   |
| ------------- | -------------- | ------ |
| Italie (FIMI) | 6 × Platine    | [ 12 ] |